# André-François Boureau-Deslandes
André-François Boureau-Deslandes (* 21. Mai 1689 in Puducherry; † 11. April 1757 in Paris) war ein französischer Philosoph, Wissenschaftler und Schriftsteller. Deslandes gilt als wichtiger Vorläufer der Encyclopédistes. Er wurde 1716 zum Kommissar des Hafens, Commissariat de la Marine von Brest ernannt, er war korrespondierendes Mitglied von La Rochelle in der Académie des Inscriptions et Belles-Lettres und Mitglied der Preußischen Akademie der Wissenschaften.

## Leben

### Eltern und frühe Jugend
Er war der drittälteste Sohn von André Boureau-Deslandes (geboren in Tours; † 1707) und Marie-Françoise Martin, die seit dem Jahre 1686 verheiratet waren. Er hatte vier Schwestern und noch drei Brüder. Mütterlicherseits war er der Enkel von François Martin (1634–1706), dem Gründer und ersten Gouverneur von Pondichéry.
Sein Vater André Boureau-Deslandes spielte eine wichtige Rolle in den diplomatischen Beziehungen zwischen Frankreich und Siam und sodann in Indien, wo er Handelsdirektor in Bengalen wurde und André-François zur Welt kam. So war sein Vater, André Boureau DesLandes, seit 1668 Beamter der französischen Compagnie des Indes Orientale, der Französischen Ostindienkompanie und zunächst 1668 in Surate, dann 1669 Kalkutta, und schließlich in Ceïtapour eingesetzt, wo er bis 1674 einen Handelsposten innehatte. Im Jahre 1675 war er wieder in Surate und ab 1679 mit der sehr wichtigen Verantwortung bei der Wiederherstellung des Handels an der Malabarküste betraut. Hiernach wurde er nach Siam geschickt, um das Königreich unter französischem Einfluss zu bringen. Der Vater starb 1707 auf Haiti.

### Zurück in Frankreich
1701 kehrte André Boureau-Deslandes wahrscheinlich mit seiner Familie nach Frankreich zurück. Im Jahre 1703 wurde er als Kommissar nach Saint-Domingue geschickt. Mit seiner Rückkehr nach Frankreich wurde er als Marineoffizier der Könige von Frankreich und Spanien zum Generalinspekteur von „l’Assiente“ nach Saint-Domingue ernannt. Er heiratete 1686 die Mutter von André-François Boureau-Deslandes die Marie-Françoise. Sie war die Tochter des berühmten Ritters Martin, der Statthalter von Pondichéry war. Er hatte noch sieben Geschwister, von denen sechs überlebten, darunter zwei, die Geistliche wurden.
Seine Ausbildung erfolgte in Frankreich nach der Rückkehr seiner Familie im Jahre 1701. Ab seinem dreizehnten Lebensjahr war er in Paris. Malebranche, einer seiner ersten Lehrer, versuchte vergeblich, ihn für die Congrégation des Pères de l’Oratoire zu gewinnen.

### Aufenthalt in England und weitere Stationen in Frankreich
Im Dezember 1712 begleitete er den Herzog von Aumont, Louis d’Aumont de Rochebaron (1667–1723), nach London und wurde dort zum außerordentlichen Botschafter, französisch ambassadeur extraordinaire in England ernannt. Vor der Englandreise trat er am 14. Februar 1712 als studentischer Landvermesser in die Académie des Sciences in Paris ein. Sein besonderes Interesse galt der Experimentalphysik. In England lernte er Isaac Newton persönlich kennen; später in Frankreich zurück, verbreitete er dessen Schriften und Vorstellungen.
Nach seiner Rückkehr nach Paris reiste er 1716 nach Brest, was seine wissenschaftliche Erforschung der Bretagne nach ganz neuen Anforderungen ermöglichte.
In Paris besuchte er regelmäßig die Salons der Salonnière Françoise de Graffigny und Charlotte Bourette (1714–1784), dort wurde er mit Denis Diderot und anderen aus dem Umkreis der französischen Aufklärung bekannt.
Im Jahre 1729 hielt er sich dann in Rochefort auf, bevor er sich 1742 bis zu seinem Tod in Paris niederließ. 1748 wohnte er in der „Rue des Vieux Augustins“, im Hôtel de Toulouse, in einem möblierten Zimmer.
Am 2. September 1737 wurde er zum assoziierten Mitglied der Académie de La Rochelle ernannt, mit der er wahrscheinlich enge und häufige Verbindungen hatte, obwohl dafür wenig Beweise vorliegen; am 4. Mai 1740 legte er auf einer offiziellen Versammlung einen Bericht über die Akademien und ihren Nutzen für die Gesellschaft vor.
Sein Roman Pygmalion, ou la statue animée von 1741 wurde vom Parlement zu Dijon zur Bücherverbrennung, wegen materialistischer Tendenzen am 14. März 1741, verurteilt und vollzogen.
Denis Diderot, der mit ihm persönlich bekannt war, zitierte einen Satz aus seinem Roman als Motto auf dem Titelblatt der Erstausgabe seiner 1746 erschienenen Philosophischen Gedanken (französisch Pensées philosophiques), der zitierte Satz: lateinisch Piscis hic non est omnium ‚Dieser Fisch ist nicht für jedermann‘ sinngemäße Übersetzung‘‘.
Am 5. Oktober 1752 wurde er als ausländisches Mitglied in die Berliner Akademie der Wissenschaften gewählt, er stand damals in direktem Kontakt mit Voltaire, aber es war der Präsident der Akademie, Maupertuis, der seine Mitgliedschaft vorschlug.
Ein Jahr nach seinem Tod setzte die römisch-katholische Glaubenskongregation sein bereits  1712 in Amsterdam erschienenes Werk Reflexions sur les grands hommes auf den Index.

## Werke
- Réflexions sur les grands hommes qui sont morts en plaisantants, avec des poésies diverses. Le Monde, 1714
- Histoire critique de la philosophie, où l’on traite de son origine, de ses progrès et des diverses révolutions qui lui sont arrivées jusqu'à notre tems. F. Changuion, 1756
- Essay sur la marine et sur le commerce. 1743
- L’art de ne point s’ennuyer. Clement Plomteux 1771
- Etat présent d’Espagne, l’origine des Grands. [par Charles-Ph. d’Albert de Luynes], avec un voyage d’Angleterre [par André-François Boureau Deslandes. Publié par Louis-François Du Bois de Saint-Gelais], Le Vray, 1717
- Lettre sur le Luxe. Suivi de : Fragmens d’un auteur grec... et de : Dialogue. Pourquoi il est si difficile aux personnes d’un certain merite de s’avancer dans le monde , Joseph-André Vanebben , 1745
- L’Apotheose du beau-sexe. Van der Hoek. 1741
- Recueil de differens traités de physique et d’histoire naturelle, propres à perfectionner ces deux sciences. J. F. Quillau, Fils, libraire, 1750–1753
- Pygmalion, ou la statue animée 1741.
- Nouveau voyage d’Angleterre. 1717